# Acanthoderes krueperi
Acanthoderes krueperi   (лат.) — вид жесткокрылых из семейства усачей. Время лёта жука с мая по июнь.

## Распространение
Распространён на континентальной части Греции.

## Описание
Жук длиной 12—16 мм.

## Развитие
Главным кормовым растением является дуб (Quercus)